# Mountain Grove (Misuri)
Mountain Grove es una ciudad ubicada en el condado de Wright en el estado estadounidense de Misuri. En el Censo de 2010 tenía una población de 4789 habitantes y una densidad poblacional de 457,01 personas por km².

## Geografía
Mountain Grove se encuentra ubicada en las coordenadas 37°8′3″N 92°15′59″O / 37.13417, -92.26639. Según la Oficina del Censo de los Estados Unidos, Mountain Grove tiene una superficie total de 10.48 km², de la cual 10.4 km² corresponden a tierra firme y (0.77%) 0.08 km² es agua.

## Demografía
Según el censo de 2010, había 4789 personas residiendo en Mountain Grove. La densidad de población era de 457,01 hab./km². De los 4789 habitantes, Mountain Grove estaba compuesto por el 96.41% blancos, el 0.33% eran afroamericanos, el 1.02% eran amerindios, el 0.4% eran asiáticos, el 0.02% eran isleños del Pacífico, el 0.25% eran de otras razas y el 1.57% pertenecían a dos o más razas. Del total de la población el 2.19% eran hispanos o latinos de cualquier raza.